# Astroloba spiralis

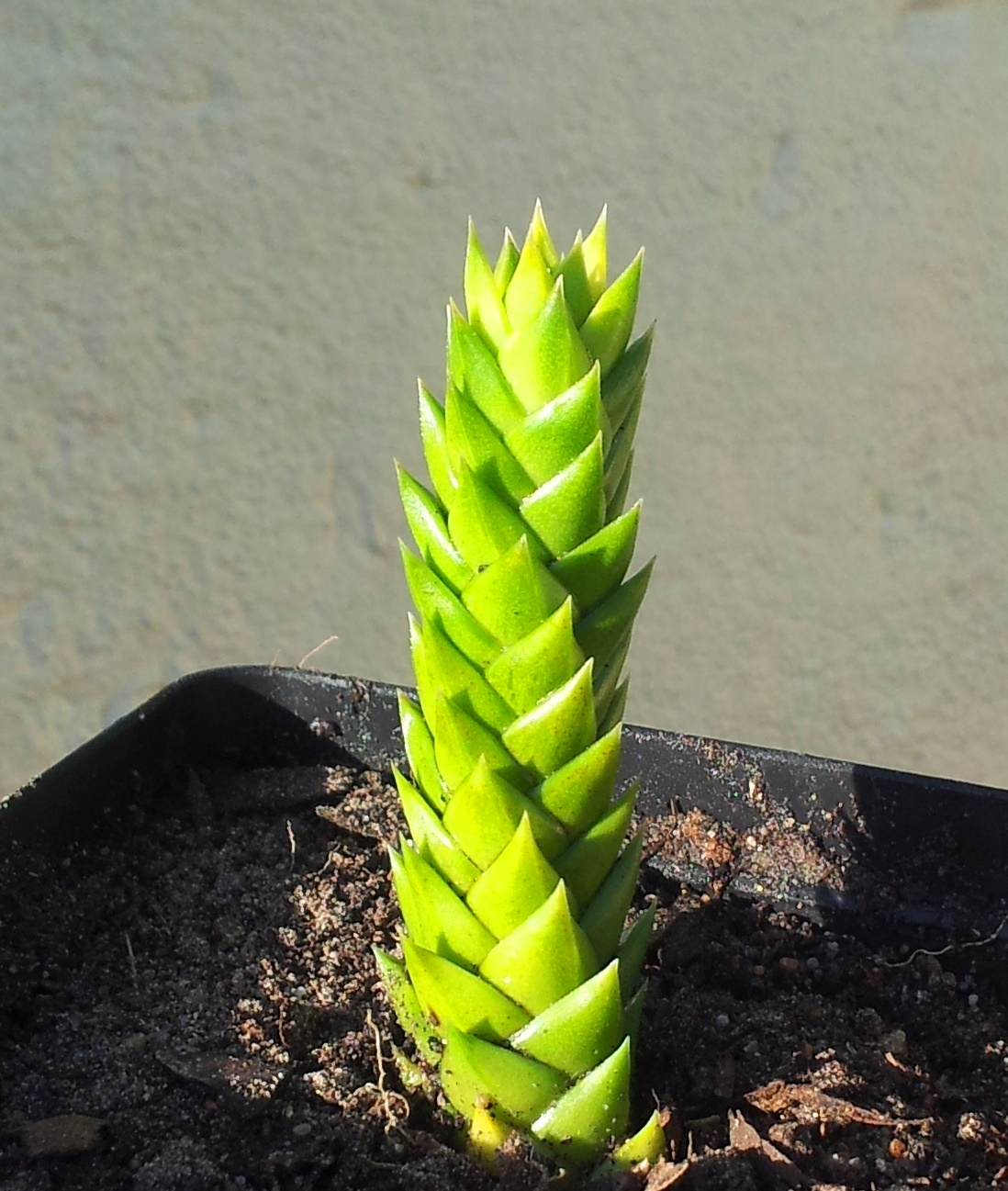
Junge Pflanze in Kultur

Astroloba spiralis ist eine Pflanzenart der Gattung Astroloba in der Unterfamilie der Affodillgewächse (Asphodeloideae). Das Artepitheton spiralis stammt aus dem Lateinischen, bedeutet ‚spiralförmig‘ und verweist auf die spiralförmig angeordneten Blätter.

## Beschreibung

### Vegetative Merkmale
Die aufrechten bis fast aufrechten Laubblätter von Astroloba spiralis bilden fünf gerade Reihen oder sind ziegelförmig an den Trieben angeordnet. Die graugrüne bis blaugrüne Blattspreite ist 19 bis 42 Millimeter lang und 10 bis 18 Millimeter breit. Die Blattspitzen sind in der Verlängerung der Blattachsen oder auswärts gebogen. Das aufgesetzte Spitzchen ist 0,4 bis 16 Millimeter lang. Die Blattränder und der Kiel sind wie die Blattspreite gefärbt oder sind dunkler. Die Blattspitzen sind leicht rötlich braun. Die glatte Blattoberfläche ist gelegentlich sichtbar liniert.

### Blütenstände und Blüten
Der nur selten verzweigte Blütenstand ist eine lockerblütige Traube von 16 bis 39 Zentimetern Länge. Die weißen Blüten stehen an 1,5 bis 8 Millimeter langen Blütenstielen und besitzen gelbe Zipfel. Ihre Mittelrippen sind hellgrün und glauk oder beige überhaucht. Auf beiden Seiten der drei äußeren Perigonblätter sind auffällige, runzelige Gewebeschwellungen vorhanden. Die gerade Perigonröhre ist 7 bis 13 Millimeter lang und weist einen Durchmesser von 2,5 bis 4 Millimeter auf. Ihre Zipfel weisen eine Länge von 1,5 Millimeter auf und sind 2 Millimeter breit.

### Genetik
Die Chromosomenzahl beträgt {\displaystyle 2n=28}.

## Systematik und Verbreitung
Astroloba spiralis ist in den südafrikanischen Provinzen Westkap und Ostkap verbreitet.
Die Erstbeschreibung als Aloe spiralis  durch Carl von Linné in  Species Plantarum wurde 1753 veröffentlicht. Antonius Josephus Adrianus Uitewaal stellte die Art 1947 in die Gattung Astroloba.
Synonyme sind Haworthia spiralis (L.) Duval (1809), Apicra spiralis (L.) Baker (1880), Aloe spiralis var. imbricata Aiton (1789), Aloe imbricata (Aiton) Haw. (1811), Apicra imbricata (Aiton) Willd. (1811, unkorrekter Name ICBN-Artikel 11.3), Haworthia imbricata (Aiton) Haw. (1812), Aloe spiralis var. pentagona Aiton (1789), Aloe pentagona (Aiton) Haw. (1804), Apicra pentagona (Aiton) Willd. (1811, unkorrekter Name ICBN-Artikel 11.3), Haworthia pentagona (Aiton) Haw. (1812), Astroloba pentagona (Aiton) Uitewaal (1947), Astroloba spiralis cv. Pentagona (Aiton) L.E.Groen (1987), Aloe spiralis Haw. (1804, nom. illeg. ICBN-Artikel 53.1), Aloe pentagona var. spiralis (Haw.) Salm-Dyck (1836), Astroloba pentagona var. spiralis (Haw.) Uitewaal (1947), Haworthia pentagona var. spiralis (Haw.) Parr (1971), Haworthia spirella Haw. (1812), Astroloba spirella (Haw.) hort. (ohne Jahr, nom. inval. ICBN-Artikel 29.1)
Aloe spirella (Haw.) Salm-Dyck (1817), Apicra pentagona var. spirella (Haw.) Baker (1880), Astroloba pentagona var. spirella (Haw.) Uitewaal (1947), Haworthia pentagona var. spirella (Haw.) Parr (1971), Apicra pentagona var. torulosa Haw. (1821), Astroloba pentagona var. torulosa (Haw.) Uitewaal (1947), Haworthia pentagona var. torulosa (Haw.) Parr (1971) und Haworthia gweneana Parr (1971, nom. inval. ICBN-Artikel 33.2).

## Nachweise